# Sommer-Paralympics 2016/Teilnehmer (Georgien)
| stlisierte Goldmedaille | stlisierte Silbermedaille | stlisierte Bronzemedaille |
| ----------------------- | ------------------------- | ------------------------- |
| 1                       | —                         | —                         |

Georgien entsandte zwei Athletinnen und drei Athleten zu den Paralympischen Sommerspielen 2016 in Rio de Janeiro,  die in fünf Sportarten antraten. Fahnenträger für Georgien bei der Eröffnungsfeier war der Judoka Zviad Gogotchuri.

## Medaillen

### Medaillenspiegel
| Rang   | Sportart | Gold | Silber | Bronze | Gesamt |
| ------ | -------- | ---- | ------ | ------ | ------ |
| 1      | Judo     | 1    | 0      | 0      | 1      |
| Gesamt | Gesamt   | 1    | 0      | 0      | 1      |

## Teilnehmer nach Sportart

### Bogenschießen
| Athleten       | Wettbewerb   | Qualifikation | Qualifikation | 1. Runde      | 1. Runde      | Achtelfinale  | Achtelfinale  | Viertelfinale | Viertelfinale | Halbfinale    | Halbfinale    | Finale        | Finale        | Rang |
| Athleten       | Wettbewerb   | Ringe         | Rang          | Gegner        | Ergebnis      | Gegner        | Ergebnis      | Gegner        | Ergebnis      | Gegner        | Ergebnis      | Gegner        | Ergebnis      | Rang |
| -------------- | ------------ | ------------- | ------------- | ------------- | ------------- | ------------- | ------------- | ------------- | ------------- | ------------- | ------------- | ------------- | ------------- | ---- |
| Männer         |              |               |               |               |               |               |               |               |               |               |               |               |               |      |
| Vano Tsiklauri | Recurve Open | 435           | 33            | ausgeschieden | ausgeschieden | ausgeschieden | ausgeschieden | ausgeschieden | ausgeschieden | ausgeschieden | ausgeschieden | ausgeschieden | ausgeschieden | 33   |

### Judo
| Athleten         | Wettbewerb       | 1. Runde | 1. Runde | 1. Hoffnungsrunde | 1. Hoffnungsrunde | Viertelfinale | Viertelfinale | 2. Hoffnungsrunde | 2. Hoffnungsrunde | Halbfinale  | Halbfinale | Kampf um Gold/Bronze | Kampf um Gold/Bronze | Rang |
| Athleten         | Wettbewerb       | Gegner   | Erg.     | Gegner            | Erg.              | Gegner        | Erg.          | Gegner            | Erg.              | Gegner      | Erg.       | Gegner               | Erg.                 | Rang |
| ---------------- | ---------------- | -------- | -------- | ----------------- | ----------------- | ------------- | ------------- | ----------------- | ----------------- | ----------- | ---------- | -------------------- | -------------------- | ---- |
| Männer           |                  |          |          |                   |                   |               |               |                   |                   |             |            |                      |                      |      |
| Zviad Gogotchuri | Klasse bis 90 kg | —        | —        | —                 | —                 | J. Lencina    | L. DSQ        | —                 | —                 | D. Crockett | 101:0      | O. Nazarenko         | 100:0                |      |

### Powerlifting (Bankdrücken)
| Athleten           | Wettbewerb | Ergebnis | Rang |
| ------------------ | ---------- | -------- | ---- |
| Männer             |            |          |      |
| Akaki Jintcharadze | bis 97 kg  | 155 kg   | 9    |

### Rollstuhlfechten
| Frauen           |                  |                  |     |            |      |               |               |               |               |   |
| Irma Khetsuriani | Florett Einzel B | A. Makrytskaya   | 2:5 | Chan Y. C. | 5:15 | ausgeschieden | ausgeschieden | ausgeschieden | ausgeschieden | 5 |
| Irma Khetsuriani | Florett Einzel B | Yao Fang         | 3:5 | Chan Y. C. | 5:15 | ausgeschieden | ausgeschieden | ausgeschieden | ausgeschieden | 5 |
| Irma Khetsuriani | Florett Einzel B | B. Vio           | 0:5 | Chan Y. C. | 5:15 | ausgeschieden | ausgeschieden | ausgeschieden | ausgeschieden | 5 |
| Irma Khetsuriani | Florett Einzel B | Chung Y. P.      | 5:4 | Chan Y. C. | 5:15 | ausgeschieden | ausgeschieden | ausgeschieden | ausgeschieden | 5 |
| Irma Khetsuriani | Florett Einzel B | S. Briese-Baetke | 5:2 | Chan Y. C. | 5:15 | ausgeschieden | ausgeschieden | ausgeschieden | ausgeschieden | 5 |

### Schwimmen
| Athleten       | Wettbewerb      | Vorlauf     | Vorlauf | Finale        | Finale        | Rang |
| Athleten       | Wettbewerb      | Zeit        | Rang    | Zeit          | Rang          | Rang |
| -------------- | --------------- | ----------- | ------- | ------------- | ------------- | ---- |
| Frauen         |                 |             |         |               |               |      |
| Lia Chachibaia | 100 m Brust SB8 | 2:02,60 min | 9       | ausgeschieden | ausgeschieden | 9    |